# Medalla Leonard
La medalla Leonard (en inglés: Leonard Medal) premia con honores las extraordinarias aportaciones de uno o varios personajes a la ciencia de los meteoritos y campos afines. Es otorgada cada año por la Sociedad Meteorítica y fue establecida en 1962 para honrar al primer presidente de la Sociedad, Frederick C. Leonard.

## Premiados
| Año  | Nombre                |
| ---- | --------------------- |
| 1966 | Carlyle Smith Beals   |
| 1967 | Harvey H. Nininger    |
| 1968 | Ernst Öpik            |
| 1969 | Harold Clayton Urey   |
| 1970 | Fred Lawrence Whipple |
| 1971 | E. L. Krinov          |
| 1972 | Brian Harold Mason    |
| 1973 | John Reynolds         |
| 1974 | Edward Anders         |
| 1975 | Gerald J. Wasserburg  |
| 1976 | James R. Arnold       |
| 1977 | Hans E. Suess         |
| 1978 | John A. Wood          |
| 1979 | Paul Ramdohr          |
| 1980 | Heinrich Wänke        |
| 1981 | George W. Wetherill   |
| 1982 | Robert N. Clayton     |
| 1983 | Johannes Geiss        |
| 1984 | B. Y. Levin           |
| 1985 | Eugene Shoemaker      |
| 1986 | Ralph Belknap Baldwin |
| 1987 | Masatake Honda        |
| 1988 | Klaus Keil            |
| 1989 | Victor S. Safronov    |
| 1990 | Peter Eberhardt       |
| 1991 | Donald D. Clayton     |
| 1992 | Wasonita              |
| 1993 | Robert M. Walker      |
| 1994 | Alastair Cameron      |
| 1995 | Friedrich Begemann    |
| 1996 | Donald E. Brownlee    |
| 1997 | Ernst Zinner          |
| 1998 | S. Ross Taylor        |
| 1999 | Grenville Turner      |
| 2000 | Günter W. Lugmair     |
| 2001 | Harry Y. McSween Jr   |
| 2002 | Donald D. Bogard      |
| 2003 | Herbert Palme         |
| 2004 | Michael Julian Drake  |
| 2005 | Joseph I. Goldstein   |
| 2006 | Michael J. Gaffey     |
| 2007 | Michel Maurette       |
| 2008 | Edward R. D. Scott    |
| 2009 | Lawrence Grossman     |
| 2010 | Hiroshi Takeda        |
| 2011 | François Robert       |
| 2012 | Donald Burnett        |
| 2013 | Ahmed El Goresy       |
| 2014 | Roger Hewins          |
| 2015 | Jeffrey N. Cuzzi      |
| 2016 | Hiroko Nagahara       |
| 2017 | Mark Thiemens         |
| 2018 | Sasha Krot            |
| 2019 | Hisayoshi Yurimoto    |
| 2020 | Michael Zolensky      |